# ワードオブライツ
ワードオブライツは、1999年にミズホが開発・販売したパチスロ機である。B-CT機。
アルゼグループの一角である、エレクトロコインジャパン（現エレコ）がリリースした『アステカ』の大ヒットを受けて、ミズホも『エスプ』以来となるCT機をリリース。
本機は絵柄にモンスター（リプレイ・テモヤン/7枚小役・ヘターレ/3枚小役・ヘーボン）やボスキャラ（黄・デスボーン/赤・ゲルナイツ）、主人公（上段・ミーナ下段・ナック/2つ合わせて"ブラビ"）を配列したRPG風ゲームをモチーフとしており、フラッシュ演出(原則,小役対応)により炎や氷の魔法が発動しモンスターを倒していき、最終的に7を倒せばビッグボーナス確定という、液晶が一般的でなかった時代において完成度の高いフラッシュ演出となった。
リール配列はボーナス絵柄、および主人公キャラの位置を除き『アステカ』と同様。スペックは『アステカ』と比べた場合、ビッグボーナス中の小役払い出しが少なくなったもののボーナス確率が高くなり、更には通常時の小役狙いが効果を発揮し機械割が高くなっている。ビッグボーナス、CTともに『アステカ』と同じ方法で攻略できることから、アステカファンからも支持を受けた。
本機の登場を境に、それまで各社CT機をリリースしてきたものの、CTというジャンルはアルゼグループの独擅場となり他社の付け入るスキがなくなってしまった。それ故に、ATやストック機など次なるサブ基板を利用したゲーム性の開発が一気に加速したと言えよう。

## スペック
| 設定 | BIG     | 機械割 |
| ---- | ------- | ------ |
| 1    | 1/282.5 | 92.9%  |
| 2    | 1/264.3 | 96.3%  |
| 3    | 1/248.2 | 99.9%  |
| 4    | 1/227.6 | 104.4% |
| 5    | 1/207.4 | 109.2% |
| 6    | 1/159.1 | 119.9% |

※機械割はメーカー発表値